# Jainagar
Jainagar é um cidade no distrito de Madhubani, no estado indiano de Bihar.

## Geografia
Jainagar está localizada a 25° 03′ N, 84° 05′ L. Tem uma altitude média de 79 metros (259 pés).

## Demografia
Segundo o censo de 2001, Jainagar tinha uma população de 19.493 habitantes. Os indivíduos do sexo masculino constituem 53% da população e os do sexo feminino 47%. Jainagar tem uma taxa de literacia de 58%, inferior à média nacional de 59,5%: a literacia no sexo masculino é de 67% e no sexo feminino é de 48%. Em Jainagar, 16% da população está abaixo dos 6 anos de idade.